# Cijevna (rivière)
Pour les articles homonymes, voir Cijevna.
La Cijevna (en cyrillique : Цијевна et en albanais : Cem ou Cemi) est une rivière du nord de l'Albanie et du Monténégro. Sa longueur est d'environ 64,7 km. Elle est un affluent de la rivière Morača.
La Cijevna fait partie du bassin versant de la mer Adriatique. Son propre bassin couvre une superficie de 368 km2, dont 238 km2 se trouvent en Albanie.

## Parcours
La Cijevna prend sa source au nord de l'Albanie, dans la chaîne de montagne du Prokletije, à environ 1 500 m d'altitude. Née de la réunion de plusieurs petits ruisseaux, la rivière porte alors le nom de Cemi i Selcës. Au début de sa course, à proximité du col de Qafa e Berdolecit, elle s'oriente d'abord vers l'ouest, puis prend la direction du sud-ouest. La vallée du Cemi est creusée dans la montagne de Malësia e Madhe, où elle forme plusieurs gorges qui abritent les villages de Grabon, Broja, Tamara, Dobrenja, Selca et Gropat e Selcës, ainsi que ceux de Kozhnja, Vukël et Nikç, situés dans des vallées latérales. La vallée constitue le seul axe de communication dans cette partie du pays.
Après environ 22,5 km, près du village de Tamara, elle reçoit les eaux du Cem i Vuklit, parfois appelé Cem i Nikçit. Ce ruisseau, long de 17,9 km, se trouve souvent à sec dans partie supérieure de son cours mais, après le village de Vukël, il lui apporte une grande quantité d'eau.
Après 30,8 km, la rivière franchit la frontière entre l'Albanie et le Monténégro, à une altitude de 160 m. À cet endroit, la rivière passe de nouveau à travers une gorge très profonde et difficile d'accès. Au nord de Tuzi, elle entre dans la plaine de la Zeta, qui s'étend au sud de Podgorica, puis elle se jette dans la Morača.